# Syntomernus scabrosus
Syntomernus scabrosus (лат.) — вид паразитических наездников рода Syntomernus из семейства Braconidae.

## Распространение
Восточная Палеарктика: Южная Корея.

## Описание
Мелкие бракониды, длина желтовато-коричневого тела 3,1 мм. От близких видов отличается следующими признаками: полностью морщинистое брюшко, относительно короткий яйцеклад и увеличенный пятый членик задней лапки; усики состоят из 26 члеников. Ширина головы (вид сверху) в 1,7 раза больше её длины посередине. Поперечный диаметр глаза (вид сверху) в 2,0 раза больше виска. Глаза с редкими короткими щетинками. Лоб с глубокой средне-продольной бороздкой. Продольный диаметр глаза сбоку в 1,4 раза больше его поперечного диаметра. Поперечный диаметр глаза (вид сбоку) в 1,9 раза больше минимальной ширины виска. Продольный диаметр глаза в 2,9 раза больше длины щеки (вид спереди). Ширина гипоклипеальной впадины в 1,3 раза больше расстояния от впадины до глаза. Наличник не отделен от лица дорсальным валиком, уплощенный, с сильно выступающим вентральным краем, высота наличника 0,32 × ширины гипоклипеального вдавления, клипеальная борозда сглажена. Максиллярный щупик длиннее глаза, но короче головы. Наличник без клипеальной борозды. Темя без средне-продольной борозды.
Предположительно, как и другие близкие виды паразитоиды насекомых.

## Таксономия и этимология
Вид был впервые описан в 2020 году российским гименоптерологом Константином Самарцевым (Зоологический институт РАН, Санкт-Петербург, Россия) и южнокорейским энтомологом Deok-Seo Ku (The Science Museum of Natural Enemies, Geochang, Южная Корея). Видовое название S. scabrosus происходит от латинского слова scabrous из-за грубо скульптированного брюшка нового вида.